# Clovis (California)
Clovis è una city degli Stati Uniti d'America situata nella Contea di Fresno in California.